# 파나마 운하

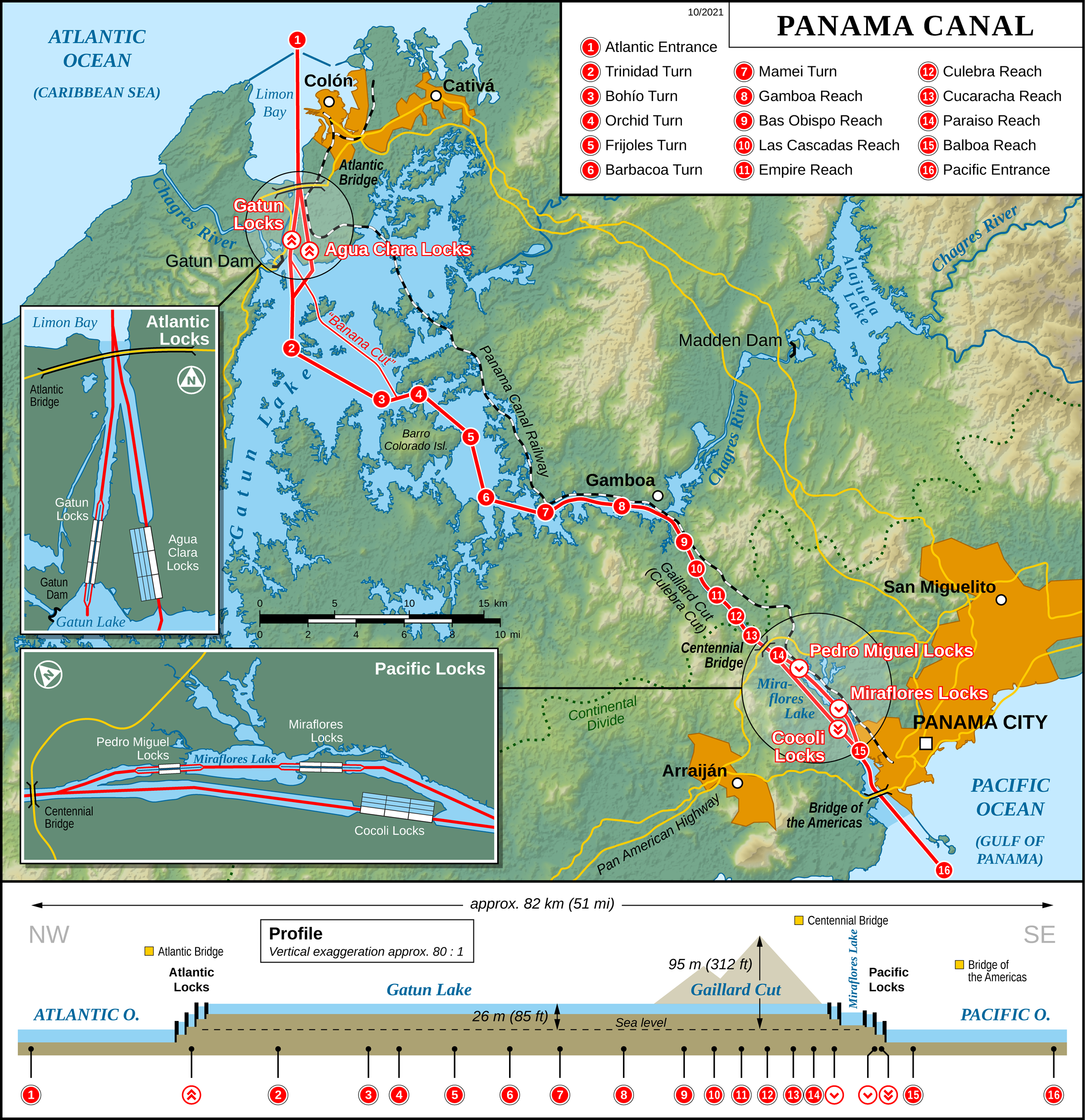
파나마 운하 지도 (영어)

파나마 운하(영어: Panama Canal, 스페인어: Canal de Panamá)는 파나마 지협을 가로질러 태평양과 대서양을 잇는 길이 82km의 운하이다. 1914년 8월 15일 완공했으며, 1999년 운하 소유권이 미국 정부에서 파나마 정부로 이전되었다.
파나마 국토는 누운 S자 모양으로 운하 북서쪽이 대서양, 남동쪽이 태평양이다. 정확하게는 태평양에서 대서양으로 갈 때는 북북서쪽으로, 대서양에서 태평양으로 갈 때는 남남동쪽으로 간다.
건설자체가 세계적으로 거대한 난공사였으며, 운하 완성으로 과거 남아메리카 끝 드레이크 해협과 혼곶으로 가는, 남아메리카 해안을 빙 돌아서 가는 매우 긴 우회로를 대체하여 두 대양 사이 해상 무역에 큰 영향을 끼쳤다. 선박이 뉴욕에서 이 해협으로 샌프란시스코까지 항해하는데 거리가 9,500km 정도인데, 기존 방식대로 혼곶으로 우회하면 거리가 두 배가 넘는 22,500km에 달한다.
파나마 운하는 지리적인 특성 때문에 해상운송 수요가 많다. 2006년에는 파나마 운하 확장 계획에 국민들이 압도적으로 지지했으며, 2016년 6월 26일에 확장공사를 완료했다.

## 역사

### 파나마 운하 스캔들
파나마 운하 건설을 착안한 것은 16세기 초의 일이었으나, 처음으로 실행에 옮긴 것은 1880년 프랑스인들이었다. 수에즈 운하(1859~69) 건설에 성공한 레셉스가 민간회사를 설립하여 1881년부터 파나마 운하 건설을 시작했다. 그러나 말라리아와 황열병등 예상치 못했던 문제로 21,900명의 노동자가 죽었고 자금 고갈등으로 1889년 파산하고 운하 건설은 중단되었다. 파산전 모집한 복권부 사채를 입법화 할 때 유대인 금융자본가를 통하여 정부의 각료들과 국회 의원들이 매수되었다는 사실이 1892년 신문에 폭로되었다. 여론이 악화되며 장관들과 정치인들이 물러나고 프랑스 사회에 큰 파문이 일었다.

### 운하 완공
결국, 1900년대 초 미국이 재시도해서 1914년 8월 15일에 완성했다. 77 km 거리의 운하를 건설하면서 온갖 문제에 부딪혔는데, 말라리아와 황열병 같은 질병이 덮쳤고, 흙이 무너지기도 했다. 프랑스와 미국에 의해 진행된 운하 공사가 완성되기까지 노동자 27,500명이 사망한 것으로 집계되었다. 운하가 완성된 후 파나마 운하사업은 대성공을 거두었으며, 국제 해운 무역의 중요한 통로가 되었다. 파나마 운하는 작은 개인 요트에서 거대한 상업 선박 모두 수용할 수 있었다. 운하가 감당할 수 있는 최대 크기의 선박을 파나맥스 선박이라고 하는데, 파나맥스보다 더 큰 용량의 선박은 ‘포스트-파나맥스’ 혹은 ‘수퍼-파나맥스’라고 한다. 일반적으로 운송 선박이 운하를 지나는데 약 8~10시간 정도 걸린다. 2008 회계년도에 총 14,702척의 선박이 수로를 지났는데, 이를 합하면 총 309.6 PC/UMS 톤에 이른다고 한다. (파나마 운하/국제 기준 체계)

## 과정

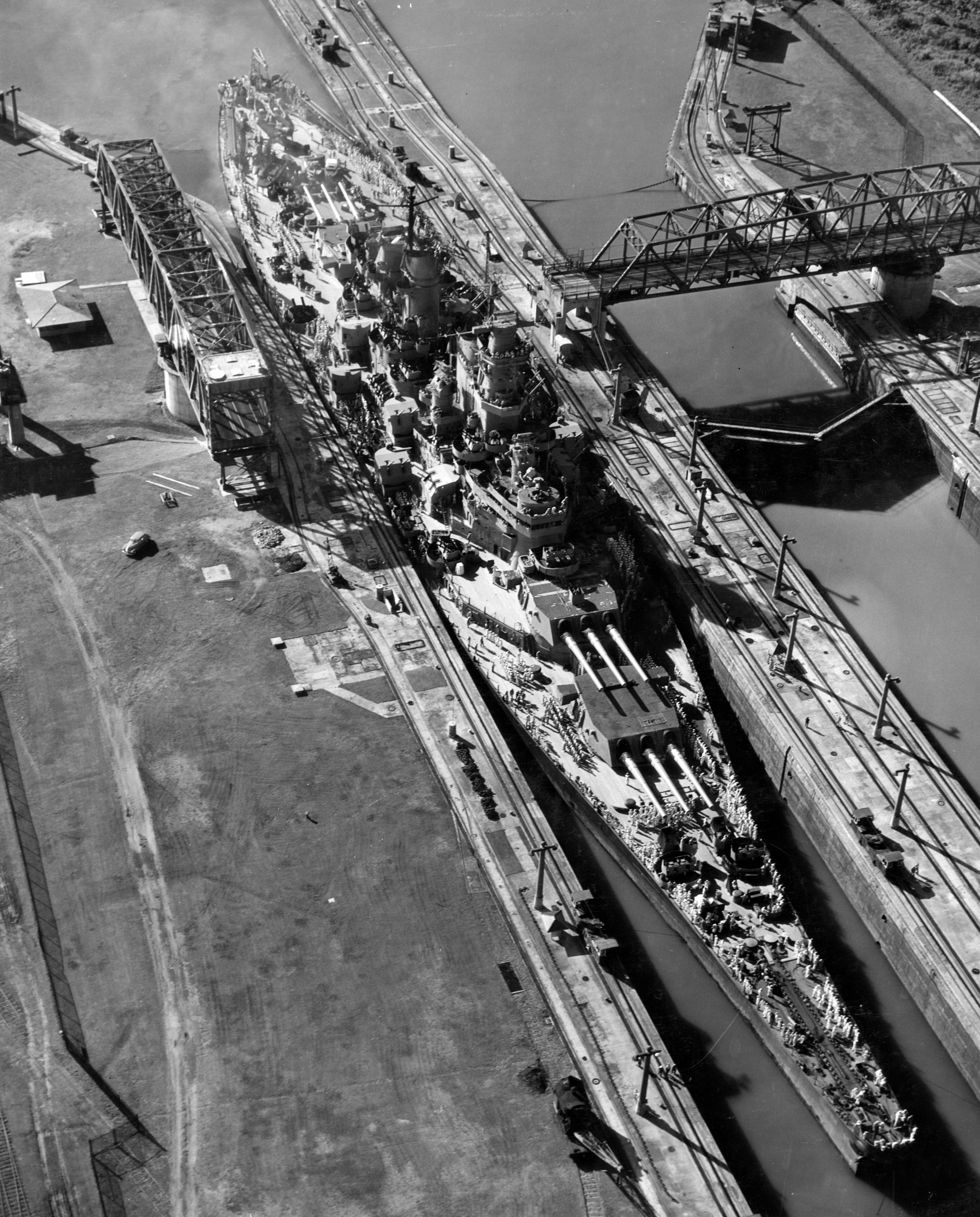
파나마 운하를 지나는 미국 해군 미주리 호.

파나마 운하는 인공 호수와 준설하거나 새로 만든 수로와 세 곳의 수문으로 이루어져 있다. 알라후엘라 호(미국 점령기에는 ‘매든 호’라고 했다)라는 인공 호수도 있는데, 운하의 저수지 역할을 한다. 배 한척이 태평양에서 대서양으로 갈 때 다음과 같은 과정을 거친다.
- 태평양 쪽 파나마 만의 입구에서, 배는 아메리카의 다리를 지나 13.2km 거리로 미라플로레스 갑문까지 간다.
- 미라플로레스 갑문은 접근벽이 있으며 두 단계로 나뉘는데, 1.7km 길이로, 중간 조류 기준으로 배가 16.5m 올라간다.
- 인공 미라플로레스 호가 다음 단계이며, 길이는 1.7km. 깊이는 16.6m.
- 한 단계로 된 페드로 미겔 갑문이 나오는데, 1.4km이며 배가 9.5m로 올라가는데, 운하 주요 수위에서 더 이상 올라가지 않는다.
- 갈리아드 통로로 대륙분수령을 지나며 12.6km 나아간다. 수위는 26m이며 백년교를 지난다.
- 가툰 호를 막으면서 물이 불어난 자연 수로 차그레스 강이 가툰 호에서 발원하여 서쪽으로 8.5km 나아간다.
- 가툰 댐을 쌓아 만든 인공 호수 가툰 호로 선박이 24.2km 간다.
- 3단계로 된 가툰 갑문 1.9 km를 지나서 배는 다시 해상 수위로 내려온다.
- 3.2 km의 수로로 대서양쪽 갑문으로 접근한다.
- 거대한 자연 항구인 리몬 만에서 몇몇 배들이 통과를 기다리며 정박하고 있으며, 외부 방파제까지 8.7 km 거리이다.

이렇게 해서 운하의 총 길이는 80여 km가 된다.

## 운하 갑문의 크기
원래 가툰에 있는 갑문은 28.5m 폭으로 설계되었다. 1908년 미국 해군은 미국 해군 군함이 지나갈 수 있도록 갑문 폭이 최소 36m이 되어야 한다고 요청했다. 결국 타협이 이루어져 갑문은 크기는 폭 33.53m로 건설되었다. 각 갑문의 길이는 304.8m이며, 가장 높은 벽은 3m, 가장 낮은 벽은 15m 두께를 이룬다. 가툰에 있는 평행 갑문들 사이의 중앙벽은 두께가 18m나 되며, 높이는 24m가 넘는다. 갑문 출입구의 문은 강철로 만들어졌으며, 평균 2m 두께로 길이는 19.5m이고 높이는 20m이다. 파나맥스 선박 기준과 파나마 운하를 통과할 수 있는 선박 크기 제한은 발보아에 있는 아메리카의 다리와 더불어, 갑문의 크기(특히 페드로 미겔 갑문의 경우)로 결정되는 것이다.

## 통행료

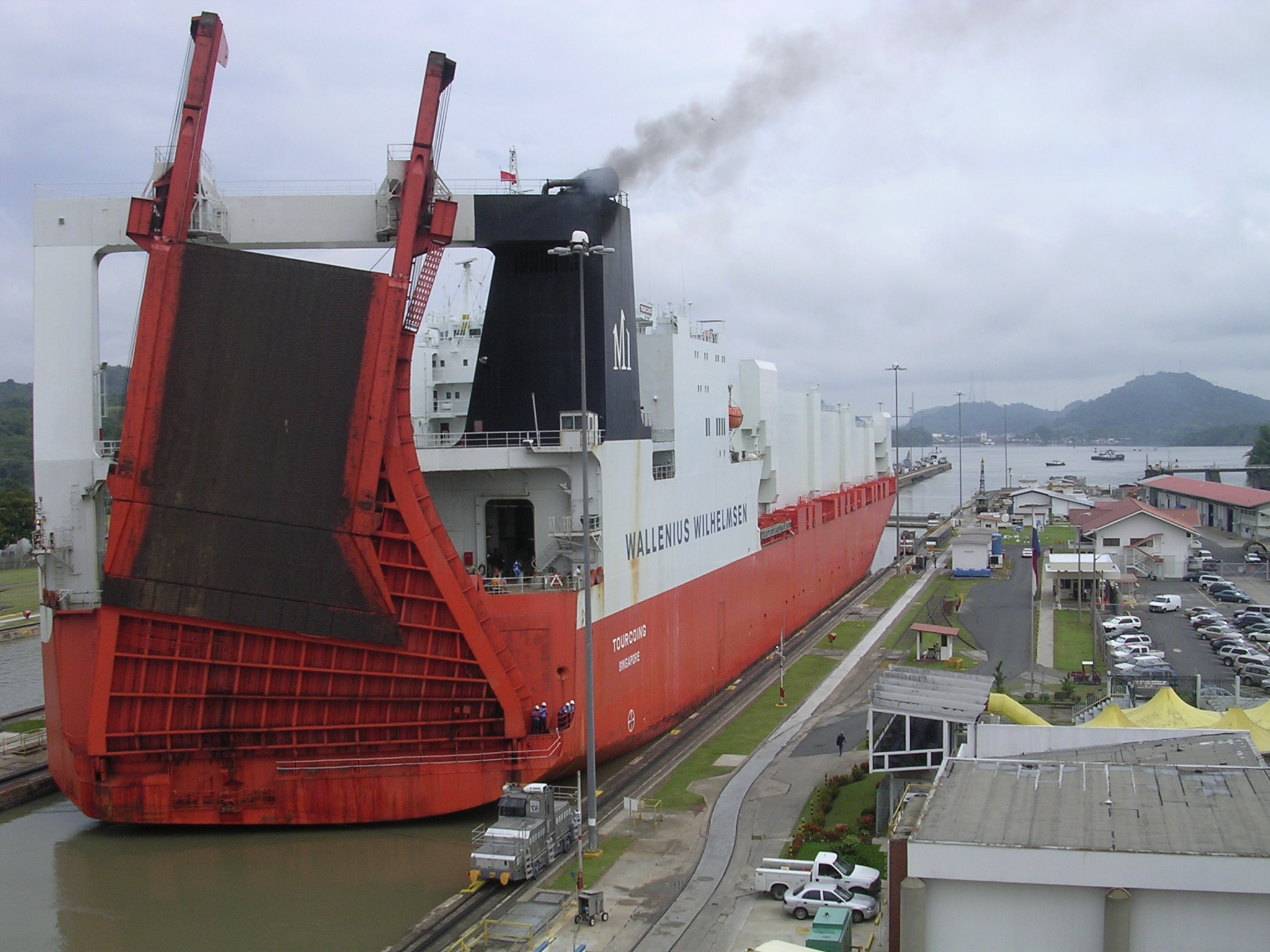
미라플로레스 갑문의 RORO 선박. 파나마 운하를 지나는 거대한 선박이다.

파나마 운하의 통행료는 파나마 운하 당국에서 결정하며, 선박 종류, 크기, 선적물의 종류에 따라 결정된다.
컨테이너선의 경우 요금은 1척당 20피트 컨테이너(Twenty-foot equivalent unit, TEU) 적재량으로 정한다. 1 TEU는 가로 20피트(6m), 세로 8피트(2m), 높이 8.5피트(3m)의 컨테이너 적재량을 뜻한다. 2009년 5월 1일부터 발효되는 통행료는 TEU당 미화 57.60 $이다. 파나맥스급 컨테이너선 한 척이 4,400 TEU를 싣는다. 여객선이나 화물이 없는 컨테이너선(밸러스트)의 경우 요금이 다르게 책정된다.
30,000톤(PC/UMS) 이상의 흔히 '크루즈선'이라고 하는 여객선은 "침대(berth)" 개수를 기준으로 요금을 정한다. 즉 배의 침대로 수용할 수 있는 승객 수에 따라 돈을 받는 것이다. 사람이 없는 침대에는 80$, 사람이 쓰는 침대에는 100$씩 받는다. 2007년부터 이 요금 제도로 여객 선박의 통행료가 크게 늘었다. 30,000톤 이하 혹은 승객 1인당 33톤 이하의 여객선은 화물선과 동일하게 톤 단위로 요금을 책정한다.
대부분의 다른 선박 종류는 100 평방피트 용적인 PC/UMS 순 등록 톤(net register ton) 기준으로 통행료가 책정된다. (상선의 톤수 계산은 매우 복잡하다) 2008 회계년도에 이 톤수 기준의 요금은 10,000톤까지는 톤당 미화 3.90$이며, 10,000톤이 넘어간 다음에는 3.19$를, 그 다음 10,000톤부터는 3.82$를 그 이상 넘어가면 3.76$를 내야한다. 컨테이너선의 경우 화물이 없어 빈 "밸러스트"일 경우 통행료를 감해준다.
583 PC/UMS 순 등록 톤 이하의 승객이나 화물을 적재한 작은 선박, 혹은 735톤을 넘지 않는 비어이 선박, 또는 1,048톤 이하의 완전 적재 톤의 선박의 경우 전체 길이에 근거해서 최소 통행료로 책정되는데, 다음 표를 참조하면 된다.
| 선박 길이                                        | 요금     |
| ------------------------------------------------ | -------- |
| 15.240 m까지 (50 ft)                             | US$500   |
| 15.240 m 이상 (50 ft) 최대 24.384 m 이하 (80 ft) | US$750   |
| 24.384 m 이상(80 ft) 최대 30.480 m 이하(100 ft)  | US$1,000 |
| 30.480 m 이상 (100 ft)                           | US$1,500 |

파나마 운하를 지나갈 때 가장 비싼 통행료를 낸 선박은 259m 길이의 디즈니 매직 크루즈 라이너로, 2008년 5월 16일의 일이었다. 이 배는 331,200$를 지불했다. 가장 적은 통행료는 미국 모험가 리처드 핼리버튼이 1928년 파나마 운하를 수영하여 지나갈 때 낸 돈 39센트였다. 평균 통행료는 약 54,000$이다.

## 같이 보기
- 파나마 운하 지대
- 수에즈 운하